# Alfabeto berbero latino
L'alfabeto berbero latino (in berbero: Agemmay Amaziɣ Alatin) è la versione dell'alfabeto latino usata per trascrivere la lingua berbera. Esso fu adottato a partire dal diciannovesimo secolo. È denominato anche Talatint o Tamɛemmrit, in onore di Mouloud Mammeri, il linguista che contribuì ad una sua standardizzazione nell'anno 1973.

## Storia

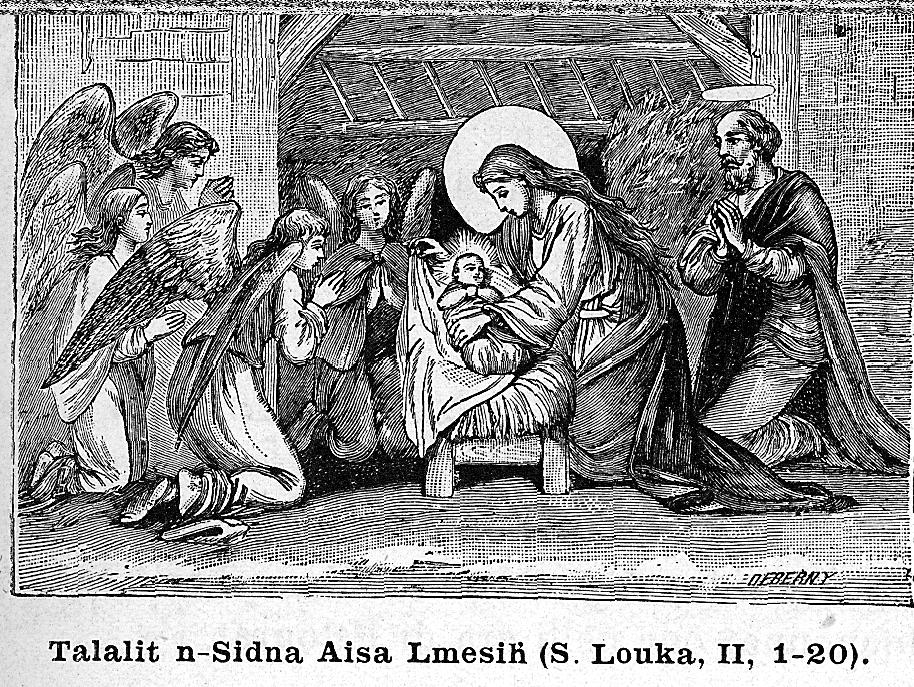
La nascita di Gesù in un catechismo in lingua berbera (Amat 1920).

Le popolazioni nordafricane facevano originariamente ricorso ad un alfabeto libico-berbero, di cui l'alfabeto neo-tifinagh rappresenta una revisione moderna.
I primi utilizzi dell'alfabeto latino per trascrivere la lingua berbera si devono alle spedizioni coloniali francesi e all'opera missionaria in Nordafrica, in particolare a quella dei Padri Bianchi. Le autorità francesi cercarono di implementare la romanizzazione scritta per le lingue parlate in Nordafrica. Il tentativo non ebbe molto seguito per quanto riguardasse i dialetti arabi, ma la lingua berbera si mostrò più ricettiva, non avendo ancora sviluppato un'estesa tradizione letteraria.
Il testo Lsas n-Ddin del 1920 fu uno dei primi libri scritti nella variante cabila del berbero. Se in seguito l'opera dei Padri Bianchi fu soprattutto volta alla pubblicazione di testi linguistici ed etnografici raccolti presso le popolazioni locali (il Fichier de Documentation Berbère), non mancarono produzioni "originali" di questo stesso tipo ad uso dei convertiti. Per esempio, una raccolta di canti per bambine, Avette chante (1955), è divisa in due parti, una con canti in francese e l'altra con Chnawi s teqbaylit ("canzoni in cabilo", peraltro, questi testi sembrano opera, almeno in gran parte, di autrici berbere).

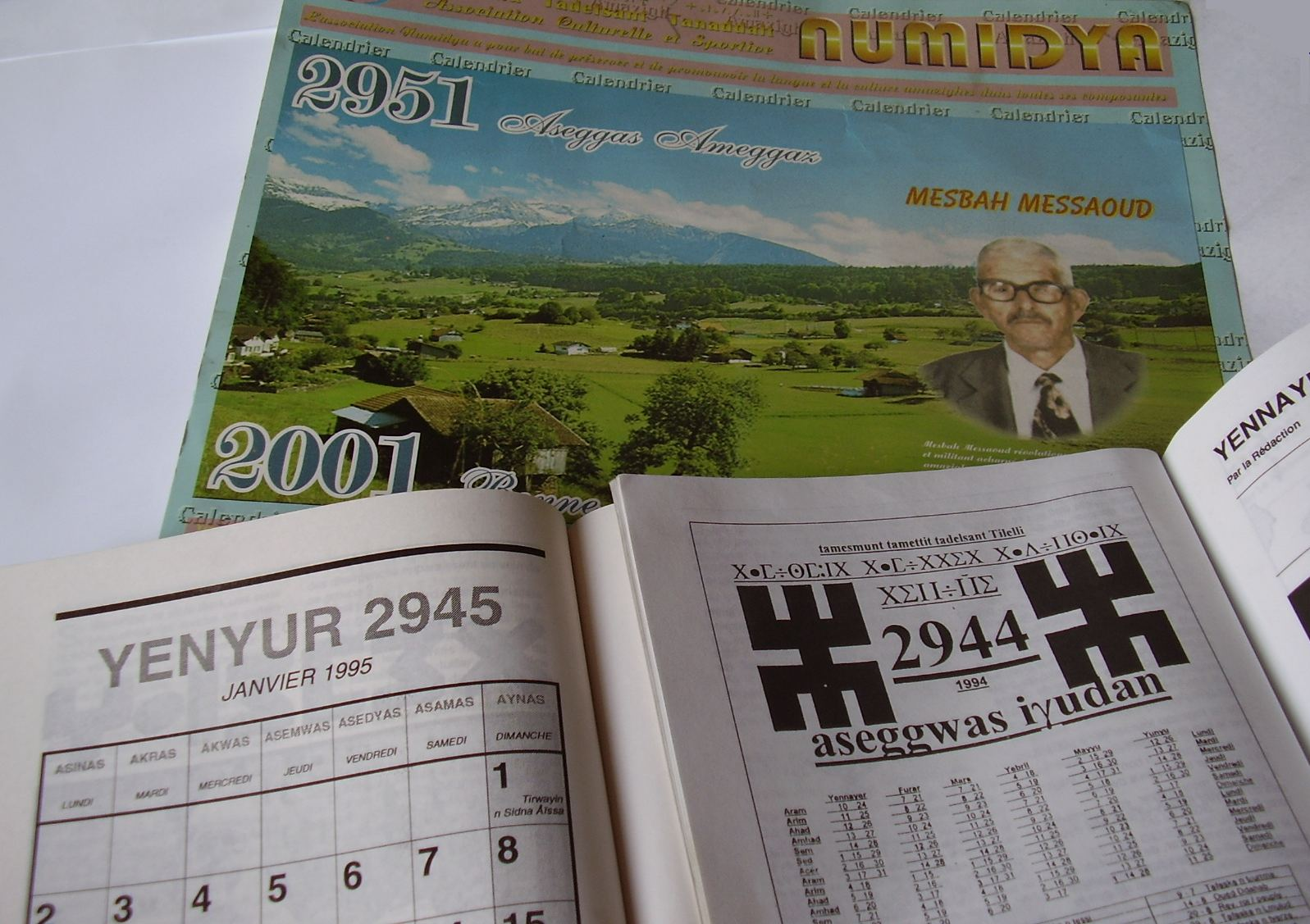
Tre calendari berberi con caratteri latini.

Vi è un acceso dibattito su quale alfabeto implementare per la trascrizione della lingua berbera. La maggior parte degli attivisti favorisce la versione berbera dell'alfabeto latino, in quanto essa assicurerebbe un maggiore e più efficiente sviluppo e diffusione della lingua berbera nelle scuole, nelle amministrazioni e su internet. Una minoranza preferisce invece l'alfabeto neo-tifinagh. Le organizzazioni di stampo arabo ed islamico propongono invece una versione dell'alfabeto arabo, reputando l'alfabeto berbero latino una possibile fonte di rafforzamento della lingua berbera a discapito di quella araba, nonché di un avvicinamento di essa al mondo occidentale. Quest'ultima alternativa, è rigettata dalla stragrande maggioranza della comunità intellettuale berbera, che vuole sottolineare il proprio distacco dalla cultura araba.
Nel 2003, il sovrano marocchino Mohammed VI approva la decisione dell'Institut Royal de la Culture Amazighe (IRCAM) al ricorso all'alfabeto neo-tifinagh come unica alternativa per trascrivere la lingua berbera in Marocco. La decisione dell'IRCAM generò un profondo disappunto in gran parte degli attivisti berberi, che videro in questa scelta, un modo di neutralizzare la lingua berbera e di prevenirne lo sviluppo culturale e letterario.

## Grafi
L'alfabeto berbero latino consiste di trentaquattro lettere:
- 23 lettere comuni all'alfabeto latino.
- 10 lettere latine modificate: Č Ḍ Ɛ Ǧ Ɣ Ḥ Ṛ Ṣ Ṭ Ẓ.
- La labializzazione "ʷ" è usualmente aggiunta da alcuni scrittori, dando origine ai seguenti grafemi: gʷ, kʷ, ɣʷ, nʷ, qʷ e xʷ. Tuttavia, queste non sono considerate lettere indipendenti dell'alfabeto.

| Lettere maiuscole |   |   |   |   |   |   |   |   |   |   |   |   |   |   |   |   |   |   |   |   |   |   |   |   |   |   |   |   |   |   |   |   |
| A                 | B | C | Č | D | Ḍ | E | Ɛ | F | G | Ǧ | Ɣ | H | Ḥ | I | J | K | L | M | N | Q | R | Ṛ | S | Ṣ | T | Ṭ | U | W | X | Y | Z | Ẓ |
| Lettere minuscole |   |   |   |   |   |   |   |   |   |   |   |   |   |   |   |   |   |   |   |   |   |   |   |   |   |   |   |   |   |   |   |   |
| a                 | b | c | č | d | ḍ | e | ɛ | f | g | ǧ | ɣ | h | ḥ | i | j | k | l | m | n | q | r | ṛ | s | ṣ | t | ṭ | u | w | x | y | z | ẓ |
I nomi e le parole straniere vengono mantenuti nella loro forma originale, anche se dovessero contenere lettere come: O, P, V, Ü, ß, Å, ecc.

## Tabella principale
La seguente tabella mostra le lettere latino-berbere ed i loro equivalenti in alfabeto neo-tifinagh ed in quello arabo (la pronuncia è scritta con l'Alfabeto fonetico internazionale AFI): 
| Lettera | Lettera Neo-tifinagh corrisp. | Lettera araba corrisp. | Trascrizione in AFI | Descrizione                                  |
| ------- | ----------------------------- | ---------------------- | ------------------- | -------------------------------------------- |
| A a     | ⴰ                             | أ / ا                  | [æ]                 | "A" come nell'inglese bad                    |
| B b     | ⴱ                             | ب                      | [β]                 | come nello spagnolo: "B" o "V" intervocalici |
| C c     | ⵛ                             | ش                      | [ʃ]                 | SC di sci                                    |
| Č č     | ⵞ                             | تش                     | [t͡ʃ]                | C di ciao                                    |
| D d     | ⴷ                             | د / ذ                  | [d] o [ð]           | D di dado oppure "th" come nell'inglese this |
| Ḍ ḍ     | ⴹ                             | ض                      | [ðˤ]                |                                              |
| E e     | ⴻ                             |                        | [ə]                 |                                              |
| Ɛ ɛ     | ⵄ                             | ع                      | [ʕ]                 | come nell'arabo ‘ayn                         |
| F f     | ⴼ                             | ف                      | [f]                 | F di faro                                    |
| G g     | ⴳ                             | گ                      | [ɡ]                 | G di gatto                                   |
| Ǧ ǧ     | ⴵ                             | دج                     | [d͡ʒ]                | G di gelato                                  |
| Ɣ ɣ     | ⵖ                             | غ                      | [ɣ]                 | "g" come nello spagnolo haga                 |
| H h     | ⵀ                             | هـ                     | [h]                 | "h" come nell'inglese hello                  |
| Ḥ ḥ     | ⵃ                             | ح                      | [ħ]                 | "ḥ" come nell'arabo Muḥammad                 |
| I i     | ⵉ                             | ي / ِ                   | [i]                 | I di ciliegia                                |
| J j     | ⵊ                             | ج                      | [ʒ]                 | come nell'inglese television                 |
| K k     | ⴽ                             | ک                      | [k]                 | "ch" come nel tedesco ich                    |
| L l     | ⵍ                             | ل                      | [ɫ]                 | L di lingua                                  |
| M m     | ⵎ                             | م                      | [m]                 | M di mano                                    |
| N n     | ⵏ                             | ن                      | [n]                 | N di naso                                    |
| Q q     | ⵇ                             | ق                      | [q]                 | come nell'arabo qaf                          |
| R r     | ⵔ                             | ر                      | [r]                 | R di rana                                    |
| Ṛ ṛ     | ⵕ                             | ر                      | [rˤ]                |                                              |
| S s     | ⵙ                             | س                      | [s]                 | S di sano                                    |
| Ṣ ṣ     | ⵚ                             | ص                      | [sˤ]                |                                              |
| T t     | ⵜ                             | ت / ث                  | [t] o [θ]           | T di toro                                    |
| Ṭ ṭ     | ⵟ                             | ط                      | [tˤ]                |                                              |
| U u     | ⵓ                             | و / ُ                   | [ʊ]                 | U di uva                                     |
| W w     | ⵡ                             | وْ                      | [w]                 | U di squillo                                 |
| X x     | ⵅ                             | خ                      | [χ]                 | come nello spagnolo "j"                      |
| Y y     | ⵢ                             | يْ                      | [j]                 | I di iato                                    |
| Z z     | ⵣ                             | ز                      | [z]                 | S di asino                                   |
| Ẓ ẓ     | ⵥ                             | ژ                      | [zˤ]                |                                              |

Spesso, molti scrittori tendono ad omettere le particolarità fonetiche tipiche di certe regioni. Ad esempio, il termine rifano "učma"("sorella") è spesso trascritto come "ultma", come pronunciato negli altri dialetti.